# Israëlische nederzetting

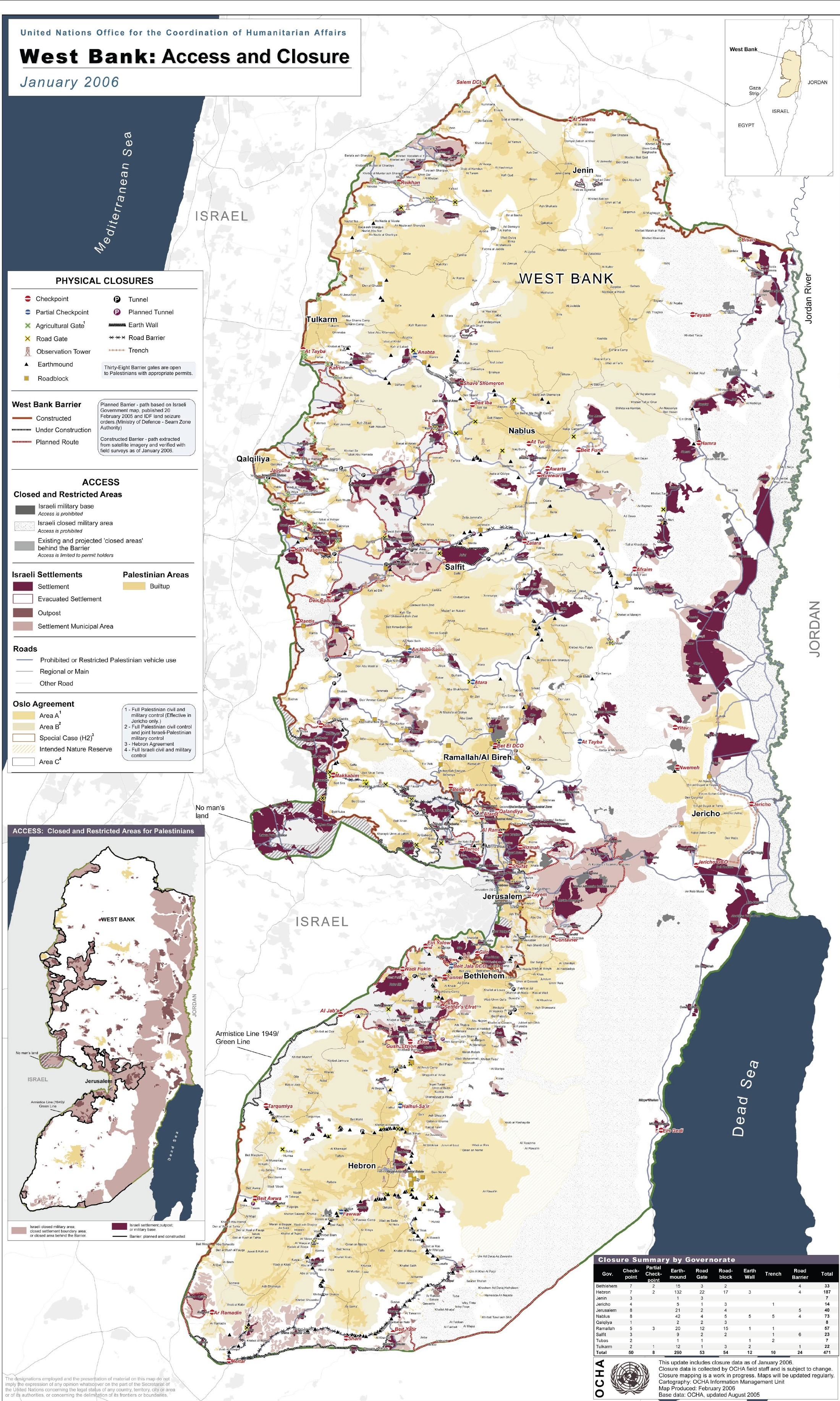
Kaart van de Israëlische nederzettingen op de Westelijke Jordaanoever (en in Oost-Jeruzalem), 1 januari 2006

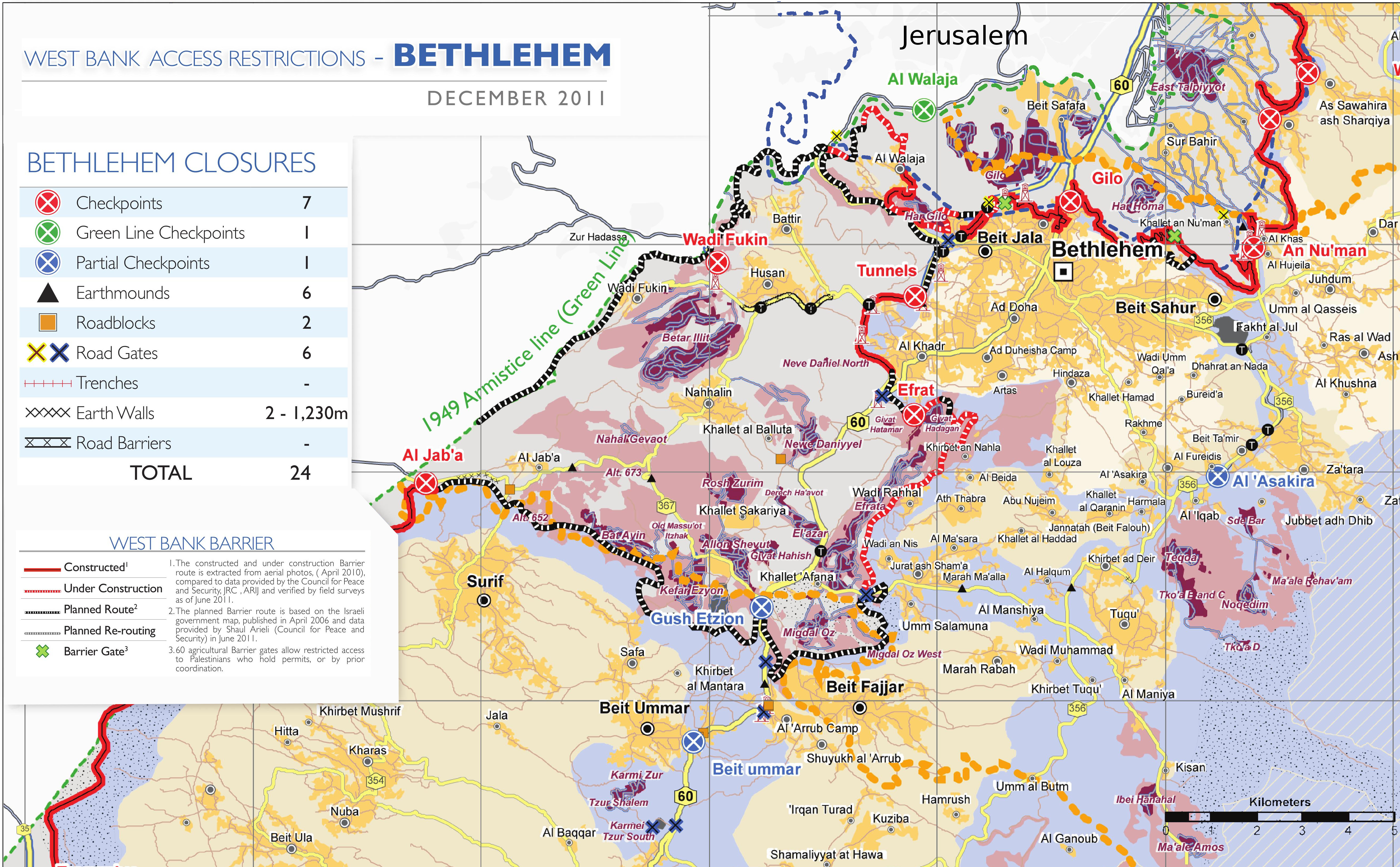
Groene lijn, Israëlische Westoeverbarrière en nederzettingen in omgeving Bethlehem, 2011

Een Israëlische nederzetting is een kolonie van Joodse Israëliërs in Palestijnse gebieden die door Israël zijn veroverd en bezet gedurende de Zesdaagse Oorlog van 1967. De bewoners van de nederzettingen worden aangeduid als kolonisten. De nederzettingen bevinden zich in de door Israël bezette gebieden, waaronder de Westelijke Jordaanoever, inclusief het door Israël geannexeerde Oost-Jeruzalem (in weerwil van Resolutie 478 Veiligheidsraad Verenigde Naties) en op de op Syrië veroverde Golanhoogvlakte. Deze nederzettingen zijn volgens internationaal recht illegaal.
Tot 1979 waren er ook nederzettingen op het Egyptische schiereiland Sinaï, en tot 2005 in de Palestijnse Gazastrook.
Outposts zijn kleine clusters van provisorische woningen buiten de officiële nederzettingen, met de intentie uit te groeien tot buitenwijk van nabijgelegen bestaande nederzettingen of tot zelfstandige nieuwe nederzetting.
De overgrote meerderheid van de internationale gemeenschap, inclusief de Europese Unie, beschouwt alle nederzettingen als illegaal volgens internationaal recht. Het Internationaal Gerechtshof heeft in 2024 in een opinie bevestigd dat dit inderdaad het geval is.

## Israëls nederzettingenpolitiek
Het door een bezettingsmacht intentioneel overbrengen van delen van haar burgers in bezet gebied geldt als een oorlogsmisdaad. Israëls politiek van vestiging van nederzettingen in bezet Palestijnse gebied bevat de elementen van een oorlogsmisdaad volgens het Statuut van Rome inzake het Internationaal Strafhof, en wel het wettelijke element, het materiele element en het mentale element. Dit leidt tot de conclusie dat het voor de aanklager van het Internationaal Strafhof niet moeilijk zal zijn om de strafrechtelijke verantwoordelijkheid te leggen bij de Israëlische (politieke, bestuurlijke en militaire) leiders die het nederzettingenbeleid georganiseerd en geïmplementeerd hebben.

### Gebiedsclaim door Israël
Israël begon in 1967 op strategische plekken met de bouw van paramilitaire buitenposten (outposts), met het formele argument dat deze militair noodzakelijk waren voor de verdediging. Dit is een vereiste die is vastgelegd in het internationaal recht dat de militaire bezetting van buitenlands grondgebied regelt. Vervolgens werden ze door Joods-Israëlische kolonisten bevolkt die er nederzettingen op vestigden, waarna ze langzamerhand werden uitgebreid op Palestijns grondgebied.
Israël claimt, niettegenstaande de aanwezigheid van het inheemse Palestijnse volk, historische alleen-rechten op de Westelijke Jordaanoever (waar de meeste nederzettingen zijn gesticht) omdat er al voor de jaartelling Joden woonden in het gebied (het koninkrijk Juda en het koninkrijk Israël).
De Westelijke Jordaanoever die door Jordanië in de Arabisch-Israëlische Oorlog van 1948 was bezet, werd in 1967 door Israël veroverd en bezet.
De nationalistische rechterzijde van het politieke spectrum in Israël evenals de merendeels religieus-zionistische kolonisten op de Westelijke Jordaanoever hangen de ideologie aan dat zij een Bijbels-historisch recht hebben op het gebied, aangezien in de Torah plaatsen als Hebron en het oude Jeruzalem worden vermeld. Het 'land' dat God in de Hebreeuwse Bijbel aan Abraham zou hebben beloofd wordt door hen beschouwd als Land van Israël.
Israël noemt de bezette gebieden vanwege die 'historische' redenen niet bezet maar betwist. De definitieve status dient volgens Israël geregeld te worden in een vredesakkoord. Ook wordt dikwijls verwezen naar de Balfourverklaring, waarin in Mandaatgebied Palestina een "Tehuis voor het Joodse volk" gefaciliteerd zou worden. In de San Remo Resolutie van 25 april 1920 werd het besluit over Palestina vastgelegd. Daarin was ook opgenomen dat de rechten van de inheemse Palestijnse bevolking in het Mandaatgebied niet geschaad zouden worden.

### Doorgaande kolonisatie en annexatie

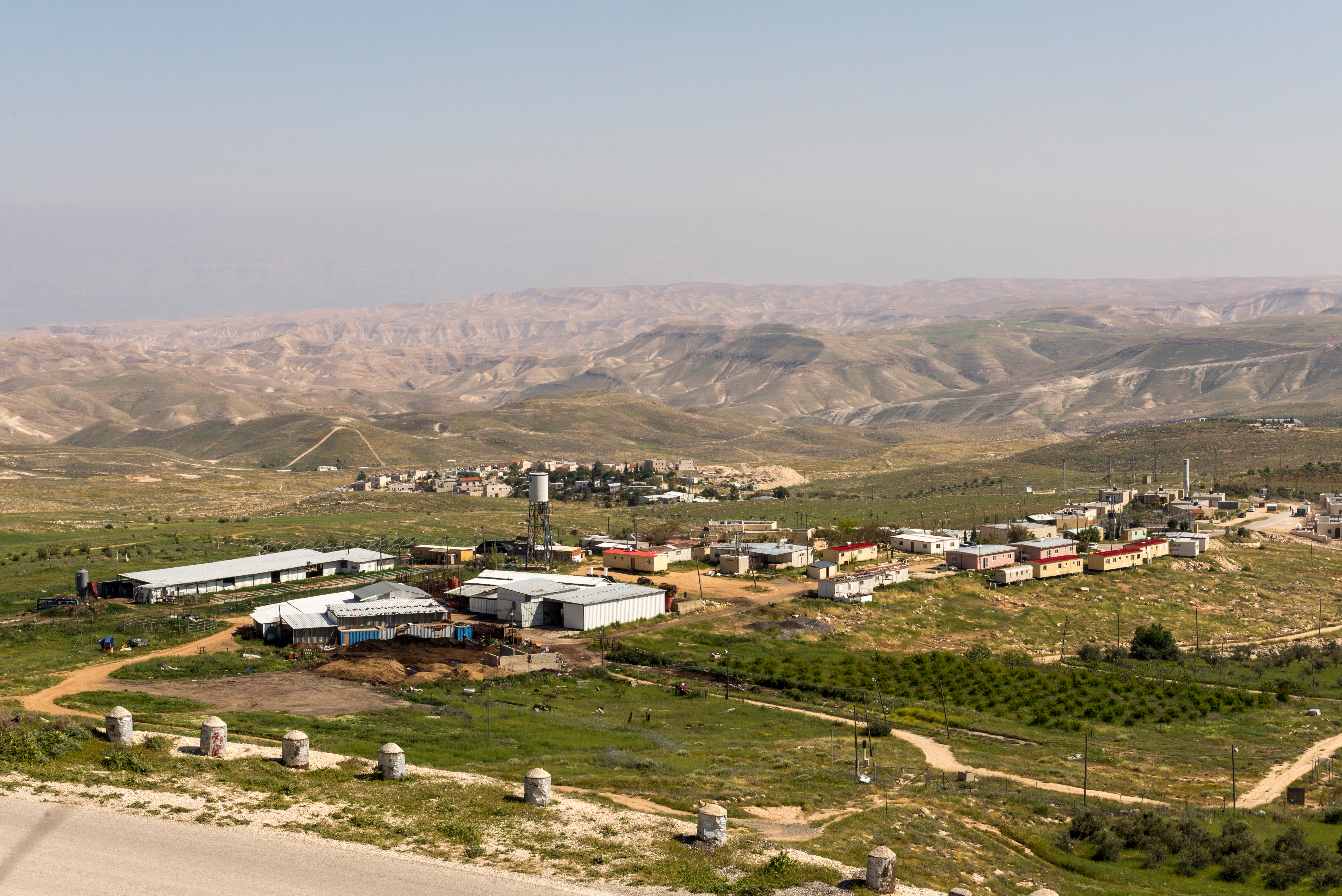
Israëlische nederzettingen bij Za'atara/Bethlehem.

Sinds 1967 heeft Israël de militair bezette Westelijke Jordaanoever, inclusief Oost-Jeruzalem, de Gazastrook, de Golanhoogvlakte en de voorheen bezette Sinaï gekoloniseerd. De nederzettingen in de Sinaï werden ontmanteld na de ondertekening van het Egyptisch-Israëlische vredesverdrag van 1979.
Na de ontruiming in 2005 van de Israëlische nederzettingen in de Gazastrook werden er een viertal nederzettingen op de Westelijke Jordaanoever gebouwd. Tevens werden de grotere nederzettingen daar uitgebreid en werd verder gebouwd aan de Israëlische Westoeverbarrière op de Westelijke Jordaanoever (door Israël 'veiligheidsmuur' genoemd, maar door critici van 'Apartheidsmuur'). De omstreden Westoeverbarrière is grotendeels buiten de Groene Lijn opgetrokken op de Westelijke Jordaanoever zelf. Deze barrière betrekt de Israëlische nederzettingen bij elkaar.

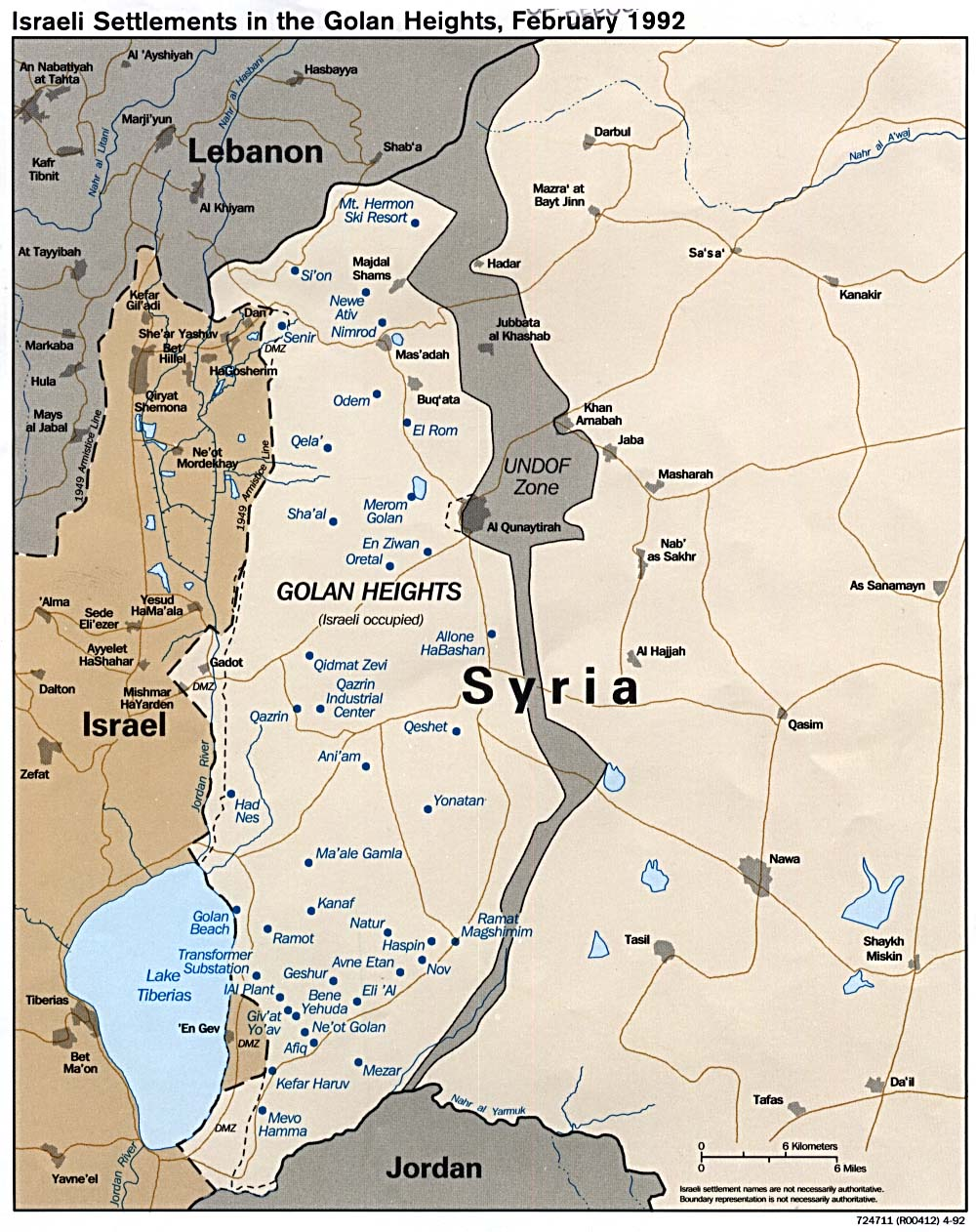
Nederzettingen op de Golan, 1992

De meeste nederzettingen bevinden zich op de Westoever en zijn voornamelijk gevestigd in het C-gebied van de in 1993 gesloten Oslo-akkoorden. Er zijn ook nederzettingen midden in de Palestijnse stad Hebron en in bezet Oost-Jeruzalem. De nederzettingen liggen per definitie op de Westoever en wel buiten de Groene Lijn, de bestandslijn van 1949, die de feitelijke grens vormt tussen Israël en de Westelijke Jordaanoever. De regering van Israël had eind 1967 (enkele maanden na de Zesdaagse Oorlog) besloten deze Groene Lijn niet op de officiële Israëlische kaarten aan te geven: Moshe Dayan "Een kaart is niet een politiek programma".
De Israëlische nederzettingenorganisatie Amana bleek voor de bouw van nederzettingen politiek nauwe banden te hebben met de Likoed-parij en veel financiële invloed. De organisatie werd daarbij ook beschuldigd van falsificatie van documenten bij de onteigening van woningen van Palestijnen ten bate van kolonisten.
Israël blijft de kolonisatie van de Westelijke Jordaanoever nog altijd verder uitbreiden, ondanks toenemende druk van de internationale gemeenschap om hiermee te stoppen.
In 2019 waren er op de Westelijke Jordaanoever ongeveer 130 nederzettingen variërend van dorpen met 100 inwoners tot een stad als Ariël met 70.000 kolonisten. In totaal leven hier meer dan 400.000 Joodse Israëli's en in Oost-Jeruzalem nog eens zo'n 200.000. In de Golan leven ongeveer 22.000 kolonisten. Israël beschouwt Israëlische inwoners in de geannexeerde Golan en Oost-Jeruzalem niet als kolonisten.
In 2020 was Israël van plan om, in aanvulling op Oost-Jeruzalem, in eerste instantie nog eens 30 procent van de Westelijke Jordaanoever te annexeren om een 'Groter Israël' te bewerkstelligen.

### Uitbreidingspolitiek

#### 1976-1993
In 1976 verklaarde de toenmalige Israëlische minister-president, Yitzhak Rabin, dat voortzetting van vestiging van nederzettingen tot Apartheid zou kunnen leiden. Hij duidde de joods fundamentalistische organisatie voor nederzettingen Gush Emunim aan als "een kanker in het maatschappelijk en democratisch weefsel van de staat Israël". Binnen Gush Emunim werd in 1976 een kleinere kolonistenorganisatie opgericht: Amana, die in de jaren daarna uitgroeide tot een grote organisatie met vertegenwoordigers in de VS en Europa.
In 1977 won de Likoedpartij de verkiezingen van de Arbeidspartij van Rabin. De zionistisch georiënteerde Likoed had reeds voor de verkiezingen verklaard dat de gehele Westelijke Jordaanoever (door hen 'district Judea en Samaria' genoemd) aan het Joodse volk toebehoort. De nieuwe premier Menachem Begin betuigde zijn steun voor uitbreiding van de nederzettingen, ondanks het feit dat dit internationaal als illegaal wordt aangemerkt en er privaat Palestijns land voor wordt geconfisqueerd. De samenwerkende 'Governement-World Zionist Organisation Settlement Affairs Committee' besloot de, tot dan toe gedoogde Goesj Emunim nederzettingen Ma'ale Adumim, Ofra (dat bijna geheel op privaat Palestijns land is gebouwd) en Elon Moreh (ten noordoosten van Nablus) een officiële status te geven.
In september van dat jaar kondigde de nieuwe minister van Landbouw en hoofd van de Israëlische Land Administratie, Ariel Sharon, zijn plan aan om binnen 20 jaar meer dan een miljoen Joden op de Westelijke Jordaanoever te huisvesten. Het plan omvatte infrastructuur, woningen, en landverwerving vanuit Jeruzalem en de Jordaanvallei en richting de hoger gelegen gebieden. Het kwam overeen met het ‘Master Plan voor Judea en Samaria’ van het Land Settlement Department van de Jewish Agency for Israel.
In augustus 1984 waren er reeds 113 nederzettingen gesticht, verspreid over de Westelijke Jordaanoever. Er woonden op dat moment - de uitbreidingen van Oost-Jeruzalem niet meegerekend - reeds 46.000 Joodse kolonisten. Volgens plan zouden er per jaar 15.000 woningen voor kolonisten bijgebouwd worden.

#### De Oslo-akkoorden
De kolonisering van de Bezette Palestijnse gebieden is sinds de afsluiting van de Oslo-akkoorden in 1993-1995 gestadig toegenomen. Dit gebeurt niet alleen door uitbreiding van bestaande nederzettingen, maar ook door het stichten van nieuwe illegale zogenoemde 'outposts' (buitenposten). Daartoe wordt steeds meer Palestijns grondgebied in beslag genomen. In 1970 had Israël honderden dunam tot 'staatsgrond' verklaard en de zich hierop bevindende Palestijnse woningen verwoest om er de nederzetting Ofra op te bouwen.
In het rapport van augustus 2014 van het Bureau voor de Coördinatie van Humanitaire Zaken (OCHA) van de V.N. wordt vermeld dat er 341.000 Israëlische kolonisten wonen in 135 nederzettingen en ongeveer 100 'buitenposten' in gebied C (zie: Oslo-akkoorden) van de bezette Westelijke Jordaanoever, die zich daarmee een grondgebied toe-eigenen dat 9× groter is dan het door hen zelf officieus begrensde en militair beschermde gebied.

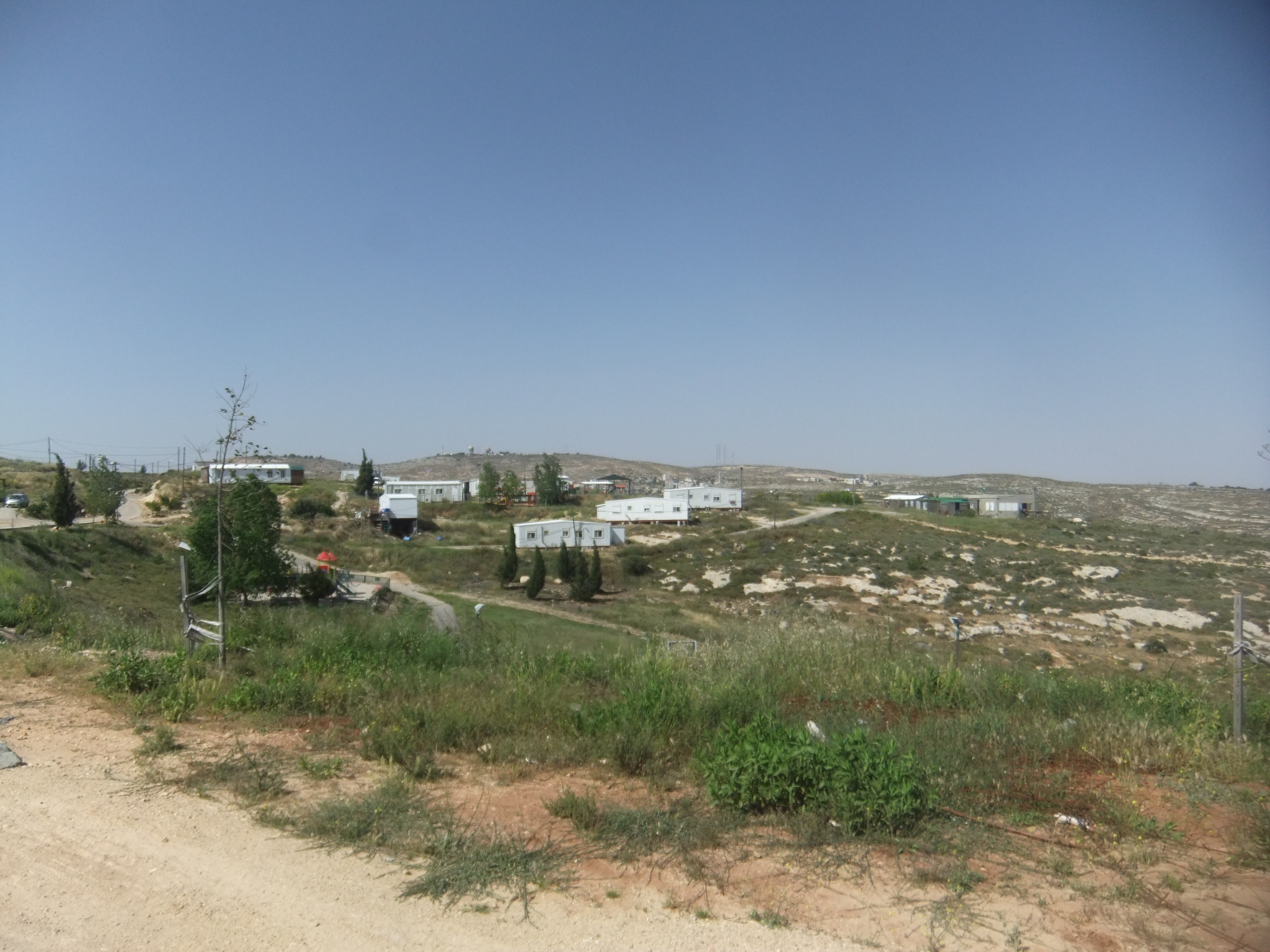
Amona, outpost bij Ofra, 2013

Onder internationale druk wordt soms een buitenpost door Israël zelf bedreigd met ontmanteling, maar wordt deze na verloop van tijd toch gelegaliseerd, ondanks uitspraken van het Hooggerechtshof. Die worden soms jaren vooruitgeschoven of slechts ten dele of helemaal niet uitgevoerd, en vervolgens op dezelfde plek weer opgebouwd.

#### Vanaf 2009
Van 2009 tot 2021 werd het nederzettingenbeleid vormgegeven door drie regeringen onder premier Benjamin Netanyahu (de eerste regering onder zijn leiding was van 1996 tot 1999). Onder leiding van Netanyahu, is het aantal nederzettingen rond en in de Palestijnse steden op de Westelijke Jordaanoever sterk uitgebreid, en is de verwoesting van Palestijnse huizen (ook in Israël zelf), de deportatie van Bedoeïenen in Israël en in Palestina, grondonteigening en annexatie van grondgebied in versneld tempo toegenomen.
In 1995, vlak na de Akkoorden van Oslo, woonden er in totaal nog 138.000 Joodse kolonisten in de Palestijnse gebieden (afgezien van Oost-Jeruzalem), in 2009 was dat verdubbeld tot 280.000. Het Rode Kruis schat het aantal in 2012 op 350.000. De schattingen voor de totale bevolking van de Westoever lopen uiteen van 2,5 tot 3,5 miljoen inwoners.

##### Versnelling van de bouw
Op 21 oktober 2015 keurde Netanyahu (tijdens de 34e regering van Israël) met terugwerkende kracht een stedelijk bouwplan voor de nederzetting Itamar bij Nablus goed en op 29 oktober nog eens voor drie nederzettingen, die al jarenlang als illegaal waren beoordeeld.
In september 2016 erkende Israël dat er bij vergissing stukjes particuliere Palestijnse grond van totaal 45 dunam waren onteigend voor de nederzetting Ofra (tussen Jeruzalem en Nablus) en dat deze teruggegeven zouden moeten worden aan de eigenaars.
De illegale buitenpost Amona bij de nederzetting Ofra moest op last van het Israëlische Hooggerechtshof eind december 2016 ontruimd zijn. Deze beslissing was genomen in december 2014, na herhaaldelijk uitstel ervan sinds 2012. De Palestijnse eigenaars van de grond moesten ook schadevergoeding krijgen van de kolonisten. Begin oktober 2016 maakte Netanyahu, gesteund door de rechtse partijen, bekend dat hij van plan was om Amona te legaliseren en een nieuwe nederzetting te bouwen voor de 'bewoners' ervan.
Nadat de Amerikaanse president, Barack Obama, Netanyahu het verwijt had gemaakt dat hij hiermee afspraken met de V.S. had gebroken, verklaarde de Israëlische minister voor Diaspora-aangelegenheden en Onderwijs, Naftali Bennett, op 6 oktober dat  'de Westelijke Jordaanoever nú geannexeerd moest worden'. Burgemeester Nir Barkat van Jeruzalem dreigde in november 2016 met het verwoesten van honderden of duizenden Palestijnse huizen in Oost-Jeruzalem als de buitenpost Amona geëvacueerd werd.
Op 5 december 2016 ging de Israëlische Knesset in principe akkoord met een wetsvoorstel dat Joodse nederzettingen op Palestijnse privégrond legaliseert.
Eind januari 2017 besloot Israël tot de bouw van ongeveer 3000 woningen in de nederzettingen rond Jeruzalem, nadat daarvoor een wet was aangenomen. Op 1 februari 2017 is door Israël begonnen met de ontruiming van Amona. Intussen werkte het Kabinet-Netanyahu IV, met de ministers Ayelet Shaked en Naftali Bennett, aan een wetsvoorstel om de buitenpost Amona te legaliseren.
Op 6 februari 2017 werd in de Knesset door Naftali Bennett en Ayelet Shaked de nieuwe wet doorgevoerd, de 'Settlement Regularisation Law', die Israël het recht geeft om Palestijnen hun bezittingen en land af te nemen ten bate van de nederzettingen.

##### Obstructie van vredesonderhandelingen
De verdere uitbreiding van joodse nederzettingen was voor de Palestijnse Autoriteit de reden om tussen 2008 en 2010 geen vredesbesprekingen meer te voeren. De onderhandelingen waren na de oorlog in Zuidelijk Libanon in 2008 gestrand.
In mei 2013 legaliseerde de regering een week voor het bezoek van de Amerikaanse diplomaat John Kerry vier buitenposten. Daarmee bleven zij onder internationaal recht weliswaar illegaal, maar werden zij onder Israëlisch recht legaal, waardoor de Israëlische wet er op toepassing werd en zij openlijk door de regering konden worden gefinancierd en uitgebreid. Peace Now-directeur Yariv Oppenheimer noemde het een klap in het gezicht voor de herstart van de vredesbesprekingen en de Palestijnse leider Hanan Ashrawi zei dat hiermee de onderhandelingen tot een schijnvertoning werden gemaakt. Kort daarna werd bekend dat de huizenbouw in het eerste kwartaal was verdrievoudigd. In augustus van datzelfde jaar zegde Israël tijdens vredesbesprekingen staatssteun toe aan 6 nieuwe nederzettingen, waarvan er 3 achteraf werden gelegaliseerd.
Op 31 augustus 2014, tijdens de vredesonderhandelingen over het conflict in de Gazastrook 2014, werd bekend dat Israël van plan was om 400 hectare grond op de Westelijke Jordaanoever te annexeren. Het betrof het land van Palestijnse boeren in de buurt van de nederzettingencluster Goesj Etsion bij Bethlehem. Het omvatte het grondgebied van vijf dorpen in het Gouvernement Bethlehem. Volgens de VS zou dit 'contrapoductief' voor de vredesonderhandelingen werken.
Op 5 oktober 2016 verweet het Witte Huis Netanyahu dat hij met zijn plannen om een nieuwe nederzetting te bouwen voor de buitenpost Amona het streven naar vrede ondermijnde.
Na de VN-resolutie 2334 van 23 december 2016, en de daarop felle reactie van Israël vanwege de stemonthouding van de V.S., hield John Kerry op 28 december 2016 een toespraak, waarin hij zich met kritiek richtte op de Israëlische regering en een aantal principes aandroeg voor een toekomstige afspraak over vrede. Netanyahu had namelijk direct laten weten deze V.N.-resolutie te verwerpen en zich niet aan de voorwaarden te zullen houden.
In weerwil van Resolutie 2334 maakte de Israëlische regering de maand erna twee nieuwe plannen bekend voor de bouw van 2.500 nieuwe woningen in Joodse nederzettingen in Palestijns gebied. Ook nam ze op 7 februari 2017 de 'Settlement Regularisation Law' aan, waarmee Israël zichzelf machtigde om Palestijnen het recht op hun bezittingen te ontnemen ten gunste van de Israëlische nederzettingen. Door de EU en vele landen werd dit veroordeeld. De VS weigerden commentaar.

#### 2023-heden
Tot het aantreden van de zesde regering van Netanyahu eind 2022, waren er 128 door de staat erkende nederzettingen. Met Bezalel Smotrich als verantwoordelijk minister voor de Nederzettingen en Financiën en Itamar Ben Gvir, minister van Veiligheid, die wapens aan kolonisten verstrekte, werd dat aantal snel uitgebreid, terwijl er steeds meer land van de Palestijnen in beslag werd genomen en huizen gesloopt.
Vanaf het begin van de Gaza-oorlog van 2023-2025 namen de koloniserings-activiteiten verder sterk toe. Op 28 mei 2025 maakten minister Smotrich en defensieminister Yisrael Katz de goedkeuring van 22 nieuwe nederzettingen in het noorden van de Westoever bekend, het grootste aantal in één keer ooit. De aankondiging vermeldde dat de beslissing was bedoeld om een toekomstige Palestijnse staat te voorkomen en ruimte te reserveren voor kolonisering in de komende decennia. De beslissing behelsde de legalisering van 11 of 12 bestaande outposts, de afsplitsing van een buitenwijk (feitelijk ook een outpost) als nieuwe nederzetting en de bouw van negen nieuwe nederzettingen. Twee van de nieuwe nederzettingen waren in 2005 ontmanteld, samen met de terugtrekking uit Gaza en werden nu opnieuw gevestigd. Kolonisten waren begin 2023 al stilletjes begonnen met herbouw van een van de twee voormalige nederzettingen door het opzetten van een outpost met caravans, een yeshiva en geplaveide straten.
Vier nederzettingen waren gepland langs de grens met Jordanië om "de oostelijke ruggegraat, de nationale veiligheid en de strategische greep op het gebied te versterken." De locatie van een nieuwe nederzetting bij Nablus was speciaal gekozen om een samenhangend Palestijns gebied te blokkeren en de twee-staten-oplossing te ondermijnen.
Beide ministers noemden het een beslissing die maar een keer in een generatie wordt genomen (a "once-in-a-generation decision"). De Likud gebruikte dezelfde term. De aankondiging wordt beschouwd als een poging om de twee-staten-oplossing definitief om zeep te helpen en als een nieuwe stap naar annexatie. Smotrich zei dat de volgende stap soevereiniteit (formele annexatie) zou zijn. De aankondiging kwam na een langdurige militaire campagne op de noordelijke Westoever, waarbij grootschalige vernietiging van de infrastructuur in Palestijns stedelijk woongebied had plaatsgevonden en tienduizenden inwoners uit hun woongebied waren verdreven. Minister Katz had het leger in februari 2025 na de gewelddadige evacuering van vluchtelingenkampen opdracht gegeven zich voor te bereiden op een langdurige aanwezigheid. Met de goedkeuring van mei 2025 erbij had de regering in totaal 50 nieuwe nederzettingen verdeeld over de hele Westoever goedgekeurd, verdeeld over vier ronden, waarmee het totaal op 178 kwam. Een toename van 40% in slechts twee jaar.

## Groei aantal kolonisten
| Jaar | Aantal kolonisten |
| ---- | ----------------- |
| 1967 | 0                 |
| 1972 | 1500              |
| 1980 | 12.500            |
| 1985 | 46.100            |
| 1990 | 81.900            |
| 1995 | 134.300           |
| 2000 | 198.300           |
| 2005 | 247.300           |
| 2010 | 311.100           |
| 2015 | 385.900           |
| 2021 | 465.400           |

## Bestuur
De nederzettingen op de Westelijke Jordaanoever vielen tot 2023 onder het militaire bestuur van de zogenoemde Civil Administration, in het administratieve district Judea en Samaria, waarvan het gebied samenvalt met dat van de Westoever. In 2023 zijn de meeste taken overgeheveld naar de 'minister in het Ministerie van Defensie', een quasi overdracht van militair naar civiel bestuur.
De nederzettingen en buitenposten (outposts) zijn ondergebracht in lokale besturen. De kolonisten worden evenwel anders behandeld dan de Palestijnen. Middels militaire verordeningen en ad hoc wetgeving is voor hen voor een groot deel de algemene Israëlische wetgeving van toepassing, terwijl voor de Palestijnen het strengere militaire recht geldt. In militaire orders wordt dan wetgeving van het parlement van toepassing verklaard op de nederzettingen. Kolonisten vallen ook onder de algemene rechtspraak, terwijl Palestijnen worden onderworpen aan militaire rechtbanken. In het geannexeerde Oost-Jeruzalem geldt uitsluitend de algemene wetgeving.

## Bouw en confiscatie van grondgebied
De bouw van een Israëlische nederzetting begint in het algemeen met het illegaal plaatsen van enkele primitieve wooncontainers, campers of caravans zonder veel accommodatie, een zogenoemde buitenpost, in het militair bezette gebied. Vaak betreft het ook voormalige militaire posten die op geconfisqueerd grondgebied zijn gesticht, tot 'staatsgrond worden verklaard en nadien als natuurgebied worden bestempeld of worden bebouwd. Er worden dan fabrieken of moderne intensieve landbouwbedrijven op gevestigd, Israëlische bewoners worden er gehuisvest en zo breiden ze zich uit tot goed geoutilleerde satellietsteden van Israël.
Vele nederzettingen op de Westelijke Jordaanoever breiden zich uit door natuurlijke bevolkingsgroei en woningbouw. Met uitzondering van de charedisch-joodse nederzettingen is de migratiestroom negatief. Hierbij wordt vaak de slechte veiligheidssituatie als reden opgegeven.
Sommige nederzettingen zijn samengevoegd tot clusters, zoals Gush Etzion, terwijl andere worden gesitueerd rond Palestijnse dorpen en steden. Vaak worden ze boven op een heuvel gesitueerd omdat vandaar de regio goed in de gaten gehouden kan worden en zij zijn met elkaar verbonden door snelwegen en tunnels. Deze nederzettingen worden vervolgens met elkaar en met het grondgebied van de staat Israël verbonden door een parallel wegenstelsel, 'bypassroads' waar Palestijnen geen toegang toe hebben en waardoor hun dorpen en delen van hun grondgebied van elkaar worden afgesloten.

### Outposts
Outposts (buitenposten) zijn kleine zelfstandige clusters van provisorische woningen waar kolonisten zonder aansluiting op het elektriciteits- en waternet wonen. De outposts dienen als groeikern voor nieuwe nederzettingen. Zij kunnen op enkele kilometers van een bestaande nederzetting worden gevestigd, met de bedoeling deze geleidelijk te verbinden met de 'moeder-nederzetting'. Zo is er formeel geen sprake van uitbreiding van het aantal nederzettingen. Outposts die op grotere afstand zijn gebouwd groeien op termijn uit tot nieuwe zelfstandige nederzettingen.
Ter uitbreiding van het grondgebied worden steeds weer nieuwe outposts opgezet. In april 2025 ploegden kolonisten bijvoorbeeld in Khallet al-Qasr, oostelijk van Bethlehem, plotseling onder bescherming van het leger een stuk Palestijnse landbouwgrond om en installeerden daarop mobiele woningen.
Outposts worden meestal na verloop van tijd door de regering erkend en groeien daarna uit tot nieuwe nederzettingen of wijken van de bestaande nederzettingen. Formeel zijn outposts zelfs volgens de Israëlische wetgeving illegaal, omdat zij (nog) geen formele toestemming hebben van de regering. Desondanks worden zij doorgaans wel door de overheid aangesloten op gemeentelijke voorzieningen en genieten zij in de meeste gevallen bescherming door het leger. Onder de regeringen van Benjamin Netanyahu zijn stilletjes vele outposts en zelfs nederzettingen gevestigd met steun van de regering, met de bedoeling om deze vervolgens te legaliseren. In 2023 en 2024 werd een record aantal nieuwe outposts gevestigd, respectievelijk 30 en 34 tot en met oktober 2024.

### Bij de bouw betrokken organisaties

#### Jewish Agency voor Israël en Amana
Reeds voor de stichting van de staat Israël speelde de zionistische organisatie Jewish Agency for Palestine, die na 1948 zijn naam wijzigde in Jewish Agency for Israel (JA) een grote rol bij de immigratie en huisvesting van Joden in het voormalige en huidige Palestina. De Settlement Division van de Jewish Agency is verantwoordelijk voor het ontwikkelen van de plannen en is ook betrokken bij de vestiging van buitenposten (outposts). De Israëlische nederzettingenorganisatie Amana bouwt huizen in Israëlische nederzettingen en buitenposten. Ook locale autoriteiten van nederzettingen werken mee aan de vestiging van buitenposten.

## Financiering
Israël en zijn belastingbetalers zijn de belangrijkste financiers van de nederzettingen.

### Private donateurs in de VS
Volgens een onderzoek door de Israëlische krant Haaretz worden de nederzettingen massief financieel en belastingvrij gesteund door private donateurs in de VS via een netwerk van non-profit organisaties. Gedurende de vijf jaren 2009 t/m 2013 werd meer dan $220 miljoen dollar gestort in fondsen ten bate van de nederzettingen op de Westelijke Jordaanoever. Omdat de donaties aftrekbaar zijn van de belasting, ondersteunt de VS zo indirect de kolonistenbeweging. De Amerikaanse donaties worden vooral geïnvesteerd in algemene voorzieningen als parken, speelplaatsen, bibliotheken en yeshiva's (Joodse religieuze studiecentra), maar ook aan zaken als airconditioners en financiële steun aan veroordeelde Joodse terroristen en hun familie die daar wonen.
In tegenstelling tot niet-gouvernementele organisaties (ngo's) en mensenrechtenorganisaties die donaties krijgen van buitenlandse regeringen en instellingen, krijgen Israëlische nederzettingen-groepen geld van buitenlandse private individuen die belastingvrij geld doneren via non-profit-organisaties. Een van de grootste fondsen is het Hebron Fonds.

### Panama Papers
Veel buitenlandse bedrijven en organisaties, die geregistreerd staan in belastingparadijzen doneren grote kapitalen aan nederzettingen-organisaties of aan premier Netanyahu. Uit onderzoek van de Panama Papers (2016) bleek dat zionistische organisaties uit deze praktijken tientallen miljoenen sjekels ontvangen. Een daarvan is de als ngo aangemerkte nederzettingenorganisatie Amana van Ze'ev Hever, die van verschillende kanten grote sommen kapitaal ontvangt waarmee de huizenbouw en de infrastructuur van de nederzettingen wordt gefinancierd. Een andere organisatie, die binnen acht jaar reeds 122 miljoen sjekels ontving, is Vrienden van Ir David, die met zijn fonds 'Elad' onder meer de Palestijnse wijk Wadi Hilweh (Silwan) in Oost-Jeruzalem in bezit neemt ten bate van Israëlische joodse nationalistische kolonisten, die de stad claimen als 'City van David'.

## Status van de nederzettingen

### VN-Veiligheidsraad
De Veiligheidsraad van de Verenigde Naties, inclusief landen die in het algemeen Israël steunen heeft de nederzettingen bij herhaling illegaal volgens het internationaal recht verklaard, evenals diverse ngo's. De opeenvolgende internationale rapporten, verdragen en resoluties van de Verenigde Naties waarin Israël wordt gemaand de bouw ervan te stoppen en terug te draaien, worden stelselmatig door Israël genegeerd.

#### VN-Resoluties
De VN-Veiligheidsraad heeft in tal van resoluties de nederzettingen veroordeeld, zoals in de resoluties 446, 452, 465 en 471. Op 23 december 2016 nam de Veiligheidsraad Resolutie 2334 aan waarin staat dat Israël moet stoppen met de bouw van nederzettingen in Palestijns gebied, aangezien dat een flagrante schending is van internationaal recht. In tegenstelling tot eerdere Resoluties onthielden de VS zich van stemming die met alle overige 14 stemmen werd aangenomen.

### Internationaal Gerechtshof
In het verleden is vele malen door verschillende internationale autoriteiten, waaronder het Internationaal Gerechtshof (ICJ) en het Hooggerechtshof van Israël zelf, vastgesteld dat Israël wel degelijk bezetter van deze gebieden is. Artikel 49 van de Vierde Geneefse Conventie verbiedt de overbrenging van de eigen bevolking naar bezet gebied in het algemeen: het maakt hierbij geen verschil of dit onder dwang of uit vrije wil gebeurt. Het Internationale Rode Kruis (ICRC) sprak dit expliciet uit in zijn commentaar op de Geneefse Conventies en concludeerde dat de nederzettingen in strijd zijn met het Humanitair Oorlogsrecht.
In juli 2024 verklaarde het ICJ in een juridische opinie alle nederzettingen illegaal en oordeelde dat alle activiteiten dienden te worden gestaakt en alle kolonisten te worden geëvacueerd. De Algemene Vergadering van de Verenigde Naties riep vervolgens met ruime meerderheid op tot beëindiging van de illegale bezetting.

### Amnesty International
Amnesty International drong er in april 2015 bij de Israëlische autoriteiten nogmaals op aan om de petitie te behandelen die op 31 juli 2011 bij het Hooggerechtshof juli 2011 was ingediend met betrekking tot bouwplanningsrechten en -organisaties van Palestijnse gemeenschappen in de C-gebieden die 60% van de bezette Westelijke Jordaanoever omvatten. In deze gebieden, die volledig onder Israëlische militaire controle staan wordt "de Vierde Geneefse Conventie geschonden" en vinden er oorlogsmisdaden plaats "onder artikel 8(2)(a)(iv) van het Statuut van Rome van het Internationaal Strafhof." Een onderzoek in 2013, uitgevoerd door het OCHA schatte dat er 297.000 Palestijnen in ongeveer 530 woongebieden woonden. Sinds de petitie van 31 juli 2011 tot april 2015 hadden de Israëlische autoriteiten meer dan 1875 gebouwen verwoest. In januari 2019 beschuldigde Amnesty International toeristische bedrijven ervan te profiteren van en mee te werken aan de uitbreiding van de illegale nederzettingen door kamers en activiteiten aan te beiden in Israëlische nederzettingen in Palestijns gebied inclusief Oost-Jeruzalem. Deze bedrijven duiden de Westelijke Jordaanoever daarbij aan als 'Israël-Westbank'.

### Mening van Israël
Israël is het enige land in de wereld dat vindt dat zijn nederzettingen volgens internationaal recht geoorloofd zijn. De Verenigde Staten (VS) is als enige land van mening dat deze niet per se illegaal hoeven te zijn. Alle andere landen beschouwen de nederzettingen als een schending van het Internationaal recht.
De Israëlische regering claimt de soevereiniteit over zowel de Westelijke Jordaanoever als de Gazastrook op grond van historische en religieuze binding en de visie dat het gebied ten tijde van de verovering in de Zesdaagse Oorlog van 1967 niet legitiem onder de soevereiniteit van enige andere staat was. Israël beweert dat "het internationale verbod om de eigen bevolking naar bezet gebied over te brengen niet geldt omdat individuen zich er geheel vrijwillig vestigen en dat de nederzettingen niet zijn bedoeld om de Arabische inwoners te verdrijven, en dat dat in de praktijk ook niet zou gebeuren; en dat, om er zeker van te zijn, onder supervisie van het Hooggerechtshof van Israël altijd zorgvuldig zou worden onderzocht dat er niet zou worden gebouwd op privaat Arabisch land."
In oktober 1979 had de nieuwe Likoed-regering na een uitspraak van het Hoog Gerechtshof bepaald dat er geen privaat land meer mocht worden onteigend of in beslag genomen voor de bouw of uitbreiding van nederzettingen. In dezelfde verklaring verkondigde de regering het recht van Joden om zich te vestigen op heel de Westelijke Jordaanoever en in de Gazastrook. Er werden tegelijk nieuwe nederzettingen aangekondigd op tot zogenaamd "staatsland" verklaarde grond.
Desondanks zijn de meeste gedeeltelijk of geheel op in beslag genomen privé-grond gebouwd. Formeel illegale nederzettingen of outposts worden vaak achteraf alsnog gelegaliseerd.

#### Geheim document, 1969
Een memo uit 1969 van de Gedeputeerde Algemeen Directeur Buitenlandse Zaken, Ben Horin, aan zijn Minister van BZ onthult dat de Israëlische regering zich bewust was van de illegaliteit van het bouwen van nederzettingen op geconfisqueerd land: "We feared that civilian groups, and in particular groups connected to the plan to build the yeshiva on the seized land, would cause unnecessary publicity, since this would contradict the objectives of the seizure as defined in the order.” Onder het mom dat het land voor militaire behoeften nodig zou zijn, zou dit gemakkelijk wettelijk verdedigbaar zijn. In de memo die ook aan premier Golda Meir was gestuurd, was ook geschreven dat de Militaire Censor persberichten over deze land-confiscatie had geblokkeerd.

## Kolonisten-geweld
Sinds de stichting van nederzettingen, vanaf 1967, wordt er door kolonisten veel geweld gebruikt tegen de Palestijnse inwoners van omliggende dorpen. In 2010 zijn door Special Coordinator for the Middle East Peace Process Robert Serry van de VN aanvallen gerapporteerd op dorpelingen, voorlichtings-instellingen en scholen, moskeeën en kerken en huizen.

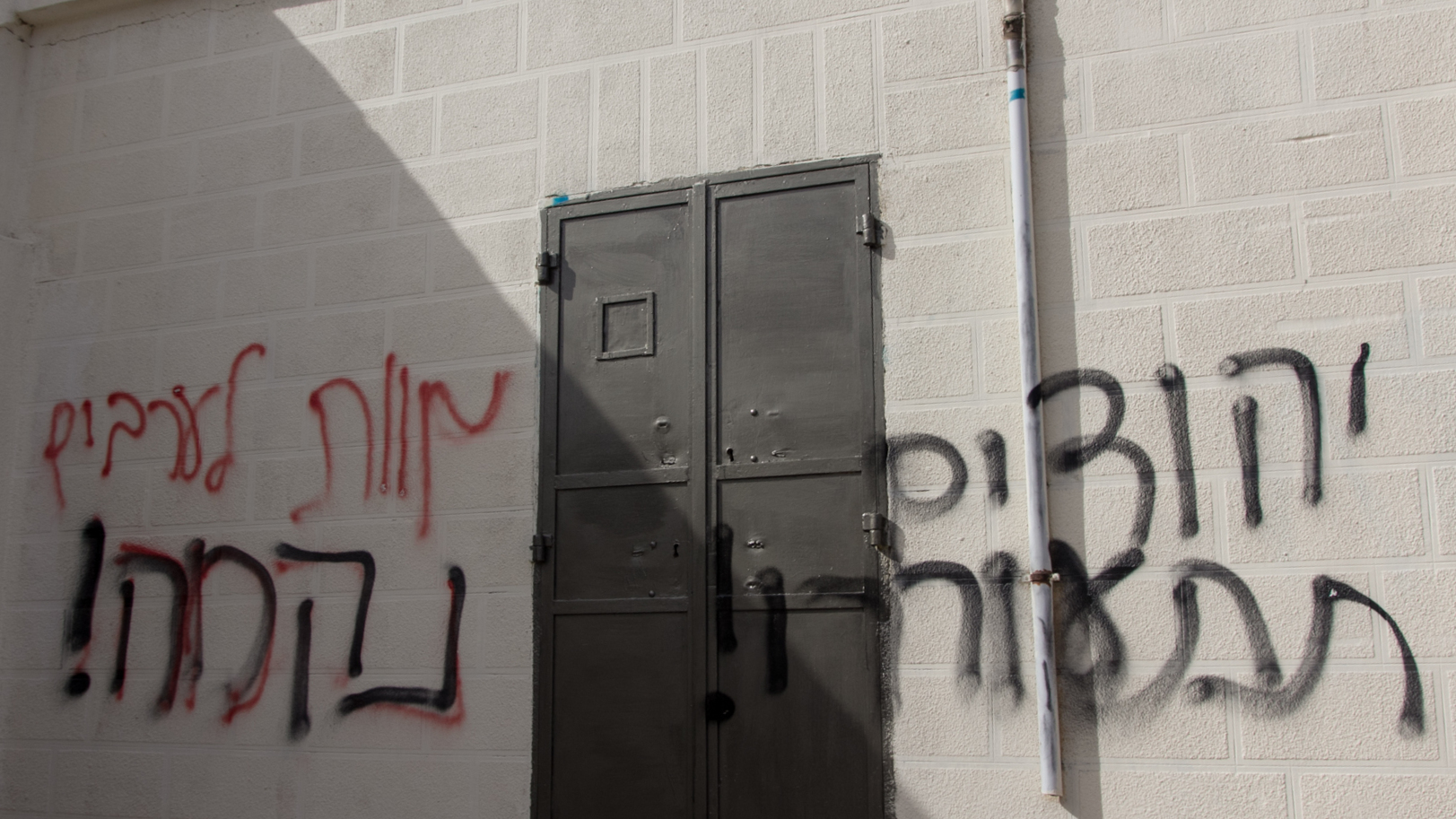
'Price tags' op een Palestijns huis buiten de nederzetting Ma'ale Levona. "Joden wordt wakker!", "Dood aan de Arabieren", "Wraak!" (31 januari 2014)

### Terrorisme
Een groot aantal van deze ultra-nationalistische kolonisten die ook door veel Israëliërs als terroristen worden gezien, is sinds 1967 door immigratie vanuit de VS in deze nederzettingen komen wonen en zijn volgelingen van Meir Kahane. Het bloedbad van Hebron (1994), aangericht door de Amerikaans-Israëlische Baruch Goldstein werd door de toenmalige premier Yitzhak Rabin fel veroordeeld. Hijzelf werd niet lang daarna door een religieuze zionist gedood.
Dit terroristische geweld wordt ook als pressiemiddel tegen de regering gebruikt om deze te dwingen af te zien van concessies aangaande de bouw van nederzettingen. De daders, die vaak wel bekend zijn, ontsnappen of worden in de meeste gevallen na arrestatie en verhoor weer vrijgelaten.
Dergelijk terrorisme is voornamelijk gericht tegen Palestijnse inwoners, waarbij ook hun bezittingen vernield worden. Vaak gaat dit gepaard met 'hate-crime' en discriminerende leuzen, die als graffiti op Palestijnse huizen en auto's worden geklad, vaak in het Hebreeuws. Ze zijn bedoeld als wraak en 'price tags' (prijskaartjes) en, zoals in Kafr Malik in 2019:" there will be a war for control over West Bank."' .
Israëlische militairen grijpen bij acties van de kant van de kolonisten niet of nauwelijks in.

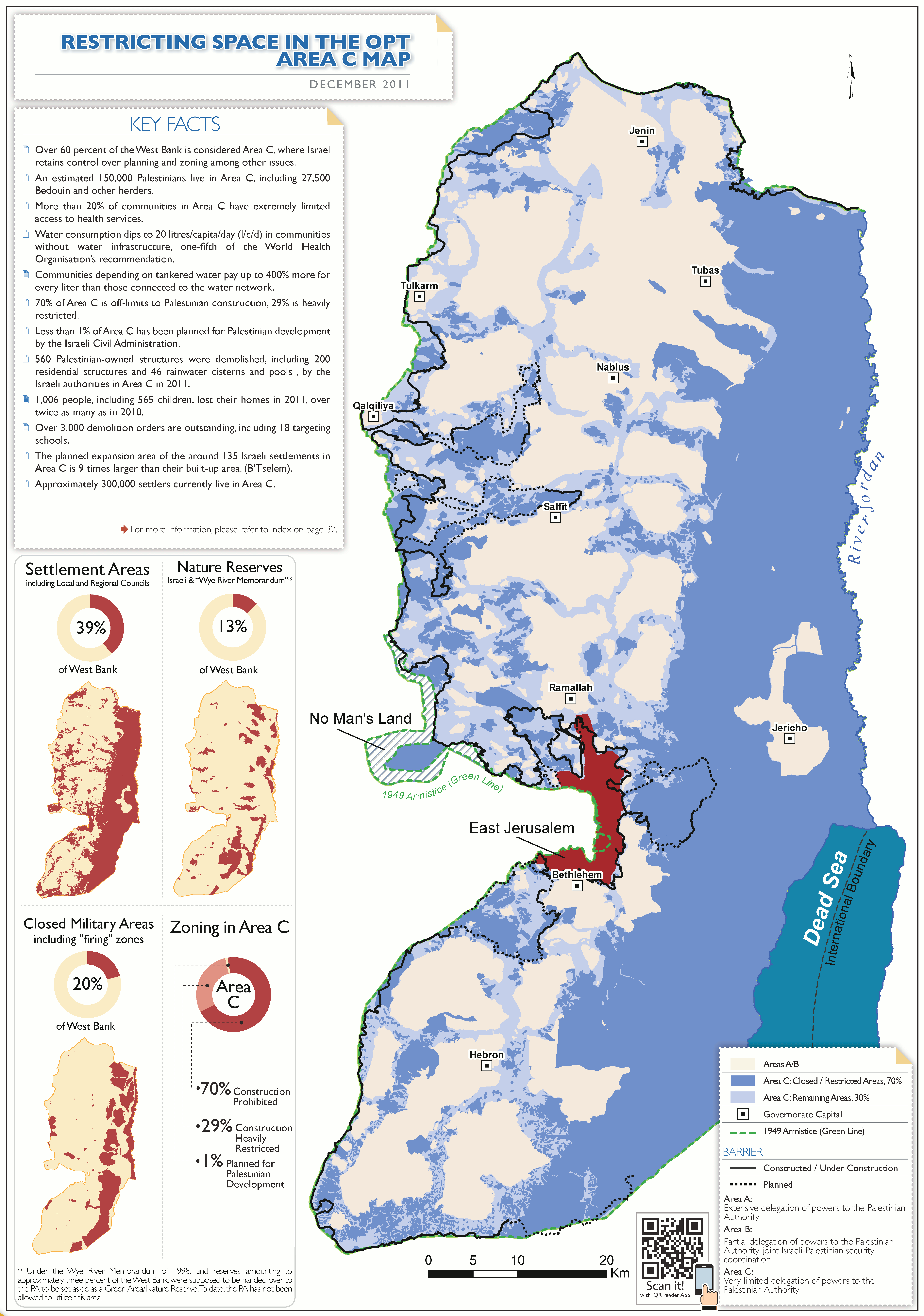
(blauw) Gebied-C op de Westelijke Jordaanoever van Palestina, 2013

Dit terrorisme vindt bijna dagelijks en ongestraft plaats op de gehele Westelijke Jordaanoever, voornamelijk in het C-gebied van de Oslo-akkoorden. De boerendorpjes en hun grondgebied worden door kolonisten belaagd. Hun land, schaapskuddes, huizen en bezittingen worden beklad, gestolen of in brand gestoken, en op Palestijnse begraafplaatsen vindt vandalisme plaats.

#### Vernieling olijfgaarden en geweld tegen boeren

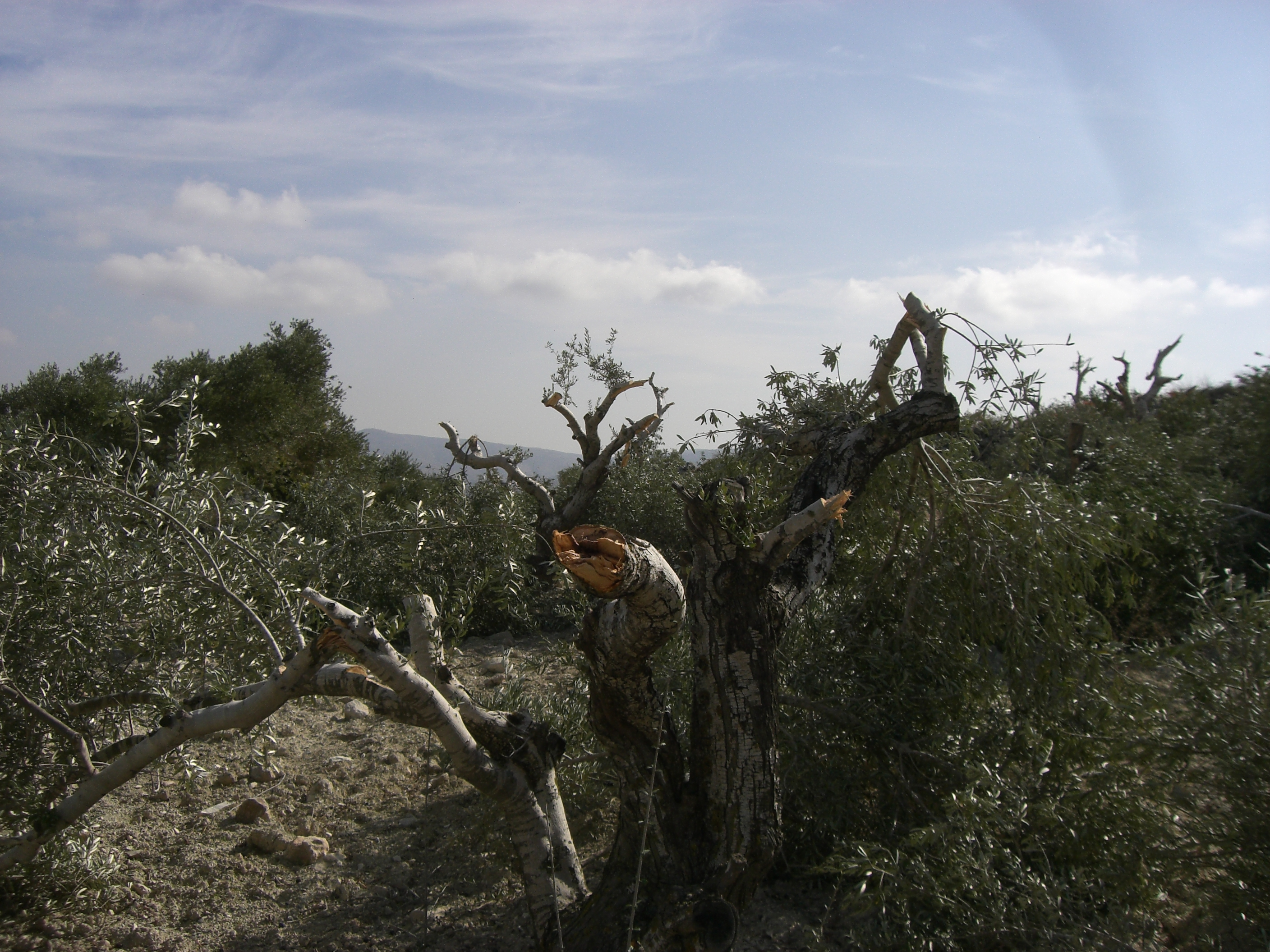
Door een groep kolonisten vernielde olijfbomen in het dorp Burin, 12 november 2009.

Agressie en terrorisering door religieus zionistische kolonisten uit zich onder meer door het plaatsen van outposts (buitenposten van nederzettingen) op Palestijns grondgebied, het vernielen van Palestijnse olijfboomgaarden, geweld tegen olijfboeren, het stelen van olijven, en brandstichting.
Kolonisten kappen massaal olijfbomen om of steken ze in brand, de toegang tot de boomgaarden voor onderhoud wordt vaak belet en ieder jaar worden plukkers met bedreiging en geweld gehinderd bij de oogst. brandstichting, gooien van stenen, molestaties en toenemend gewapend geweld. 
Internationale en nationale vrijwilligers en activisten zetten zich in om Palestijnen en hun leefgebied tegen dit geweld te beschermen en voor hun rechten op te komen; vaak met gevaar voor eigen leven. Zo werd op 23 oktober 2015, nadat Benjamin Netanyahu de bouw van de nederzetting Itamar bij Nablus had goedgekeurd, rabbijn Arik Ascherman, voorzitter van de organisatie Rabbis for Human Rights (RHR), door een kolonist met een mes aangevallen terwijl hij ter bescherming Palestijnse boeren bij hun olijfoogst vergezelde. Zo'n zelfde aanval vond plaats bij de dorpen Burin en Haware bij Nablus door een groep gemaskerde kolonisten van de nabijgelegen nederzetting Yitzhar. Na de vernieling van de olijfgaarden van Burin in 2015 werd in 2018 het dorp weer aangevallen en werden ook weer olijfbomen vernield.
Oxfam Novib stelde op basis van eigen onderzoek vast dat Joodse kolonisten alleen al in 2011 7500 olijfbomen van Palestijnse boeren vernield hadden (pas na vijf jaar begint deze boom vruchten te dragen). Tienduizenden Palestijnse families zijn voor hun inkomen afhankelijk van de opbrengst ervan. Boeren worden echter weerhouden om naar hun landbouwgrond te gaan en oogsten worden door kolonisten vaak geroofd. In de eerste helft van 2020 werden minstens 4.000 olijfbomen en andere bomen door kolonisten vernield. In de tweede helft van juni werden in drie verschillende dorpen honderden olijfbomen in brand gestoken.
Op 11 juni 2021 werden door kolonisten uit een nabijgelegen nederzetting bij het dorp al-Khader (bij Bethlehem) 400 wijnranken met pesticiden bespoten en vernield waarbij twee Palestijnse jongetjes vergiftigd werden.
Het hoofd van Shin Bet had in augustus 2024 Netanyahu en zijn ministers gewaarschuwd dat Joods terrorisme Israëls bestaansrecht in gevaar brengt: "de leiders van Joods terrorisme willen het systeem de controle doen verliezen. De schade aan Israël zal onbeschrijfelijk zijn..
De Israëlische krant Haaretz berichtte in oktober 2024 dat uit hun onderzoek bleek dat de regering van Benjamin Netanyahu dit Joodse terrorisme niet alleen toestaat, maar het ook financiert.
In maart/april 2025 was er weer een stormvloed aan extreme aanvallen, waaronder op het Palestijnse stadje Duma waar tientallen kolonisten een razzia hielden, waarbij voertuigen en woningen in brand gestoken werden. Palestijnse dorpen ten oosten en noorden van Ramallah, waaronder Kafr Malik en Taybeh werden door tientallen gewapende kolonisten aangevallen. Voertuigen werden in brand gestoken, en er werd brand gesticht bij een oude kerk en begraafplaats.

## Twee rechtssystemen
Bij strafvervolging worden kolonisten volgens een ander rechtssysteem behandeld dan Palestijnen in hetzelfde woongebied. Palestijnen worden altijd aangeklaagd bij de Israëlische militaire rechtbank, terwijl kolonisten als Israëliërs door de veel mildere burgerlijke rechtbanken worden behandeld. Daardoor gelden er op de Westoever voor twee volken twee heel verschillende wetten.
Tussen 2005 en 2014 werd meer dan 90% van de aanklachten van geweld door kolonisten afgesloten zonder een vervolging in te stellen. Er was maar 2% kans dat daders daadwerkelijk zouden worden geïdentificeerd.

### Rol van het Israëlische leger
Mensenrechtenorganisaties constateren dat IDF-soldaten vaak bij aanvallen van kolonisten aanwezig zijn en alleen maar toekijken.
Kolonisten worden door het Israëlische leger beschermd en er worden wegen in Palestijnse plaatsen afgesloten wanneer religieuze kolonisten met gewelddadigheden en leuzen tegen Palestijnen hun rituelen daar willen uitoefenen.
Kolonistengeweld vindt gewoonlijk straffeloos plaats. Bij confrontaties van kolonisten met Palestijnen heeft het leger voornamelijk de taak om de kolonisten te beschermen. De Israëlische veiligheidstroepen laten het geweld tegen Palestijnen niet alleen toe, maar helpen de kolonisten zelfs daarbij. En, in plaats van de daders aan te pakken, worden juist de Palestijnse slachtoffers verwijderd of gearresteerd als ze zich tegen de kolonisten verweren.

## Verzet tegen de kolonisatie
Palestijnen op de Westelijke Jordaanoever verzetten zich al sinds 1967 tegen de onderdrukking door Israël, vanwege de bouw en uitbreiding van de nederzettingen, de buitenposten (outposts) van kolonisten op hun land, en de gewelddadige bezetting en razzia's van het Israëlisch defensieleger (IDF) dat, in samenwerking met kolonisten, hen wil verdrijven wat gepaard gaat met de verwoesting van hun huizen en bezittingen. Tijdens de Tweede Intifada, de opstand tegen de onderdrukking die eind 2000 begon en vooral hevig was tussen 2001 en 2003 vonden aanslagen door Palestijnen plaats zoals de aanslag op een bus in 2001 en 2002.
Militante Palestijnse groepen als Hamas en Islamitische Jihad beschouwen de gewapende strijd tegen de militaire bezetting als legitiem en als onderdeel van het Palestijnse recht op zelfbeschikking. In 2010 verklaarde Hamasleider Ezzat al-Rashk dat kolonisten een legitiem doelwit zijn, omdat zij in feite in ieder opzicht een leger zijn met (op dat moment) meer dan 500.000 automatische wapens en samenwerken met het Israëlische leger. Volgens al-Rashk is het aanvallen van kolonisten toegestaan, want "zionistische kolonisten zijn de eerste militaire reservemacht van de bezetting". Alle kolonisten krijgen namelijk een training in het gebruik van wapens en veel kolonisten zijn in actieve militaire dienst of reservist bij de IDF. Zij mogen, in tegenstelling tot Palestijnse burgers, vrijuit wapens dragen.
De verklaring van al-Rashk volgde op twee aanslagen die waren bedoeld om vredesonderhandelingen die op dat moment onder Amerikaanse leiding werden gevoerd te dwarsbomen. Volgens hem was dit niet meer dan een mediacircus en volgens een andere leider was de Palestijnse president, Mahmoud Abbas, bereid 99% van de Palestijnse rechten op te geven.
Human Right Watch (HRW) verwijst naar de Legal Standards bij een gewapend conflict (uit 2002). HRW stelt dat de kolonisten een burgerbevolking vormen en geen aanvalsdoelen mogen zijn; echter, individuen die oorlogsmisdaden plannen, organiseren, bevelen, assisteren, begaan of pogen te begaan, kunnen daarvoor ten allen tijde vervolgd worden evenals degenen die voor zulke handelingen opdracht hebben gegeven en daar dan verantwoordelijkheid voor dragen. en wanneer individuele kolonisten actief deelnemen aan vijandelijkheden, en het niet gaat om legitieme zelfverdediging, verliezen zij hun burgerlijke bescherming en worden legitiem militaire doelwit gedurende de periode van hun deelname evenals Palestijnse militanten legitiem militaire doelwitten worden in de periode dat zij actief deelnemen aan vijandelijkheden.

## Handel met de nederzettingen

### EU-handelsbeleid

#### Etikettering van producten uit nederzettingen
Op 12 november 2019 oordeelde het Europese Hof van Justitie dat de Europese landen bij handel met Israël op de etiketten van de producten duidelijk de herkomst moeten vermelden, zodat consumenten weten of deze van de Israëlische nederzettingen afkomstig zijn. Het Europese Hof onderstreepte dat de nederzettingen concrete uitingen zijn van de politiek van een staat om de eigen bevolking over te brengen naar bezet gebied, wat in strijd is met de regels van algemeen internationaal recht.
Op 11 november 2015 had de Europese Commissie (EC) al formeel besloten dat op de etiketten van producten die in de Israëlische nederzettingen in de door Israël bezette gebieden zijn vervaardigd vermeld moest staan dat ze afkomstig waren uit land dat sinds 1967 door Israël is bezet. Tot dan toe stond bij die producten altijd vermeld dat ze 'uit Israël' kwamen, waarbij het voornamelijk ging om fruit, groenten, wijn en cosmetica.

#### Handelsverbod voor nederzettingen
In december 2015 riepen 40 Europese juristen in een open brief aan de EU op tot het stoppen van de handel met de nederzettingen. Zij stelden dat deze handel impliciet een erkenning van de nederzettingen is en daarom een schending van internationaal recht. Dit is ook in strijd met het officiële nederzettingen-beleid van de individuele staten. Zij hekelden ook het meten met twee maten ten opzichte van andere landen waartegen wel boycots worden ingesteld. Naar aanleiding van Resolutie 2334 van de VN-Veiligheidsraad publiceerde de rechtsdeskundige Tom Moerenhout in 2017 in een online-artikel van het European Journal of International Law uitgebreid de juridische achtergrond van de verplichting tot niet-erkenning van de nederzettingen en over de schending van het internationaal recht daaromtrent door de EU.
Begin 2019 nam Ierland een wet aan die de handel met Israëlische nederzettingen verbiedt. In een Europees burgerinitiatief, op basis van minimaal een miljoen burgers uit minimaal zeven EU-landen, verzocht een burgercomité de Europese Commissie om een soortgelijke wet op de hele EU van toepassing te laten zijn. De tekst van het verzoek luidde: "Stopzetting van de handel met Israëlische nederzettingen in de door Israël bezette gebieden [...] Om schendingen van het internationaal recht en de mensenrechten door Israël niet te erkennen of te ondersteunen is de EU verplicht een einde te maken aan de handel met de Israëlische nederzettingen die de bezette Palestijnse gebieden koloniseren."
De Europese Commissie (EC) weigerde het initiatief in behandeling te nemen, omdat ze geen wettelijke bevoegdheid voor zo'n voorstel zou hebben. Eerst zou volgens de EC het Europees Parlement het buitenlands- en veiligheidsbeleid moeten aanpassen. Het EU-handelsverdrag met Israël zou de bezette gebieden namelijk al uitsluiten. Het afwijzingsbesluit werd geformuleerd in duistere ambtelijke taal.
In juli 2019 dienden zeven EU-burgers opnieuw een burgerinitiatief in bij de EC. Ditmaal luidde het verzoek: "om te zorgen voor conformiteit tussen het gemeenschappelijk handelsbeleid en de EU-verdragen en naleving van het internationaal recht". Het doel was opnieuw een verbod op handel met de nederzettingen in de door Israël bezette Palestijnse gebieden. De EC weigerde wederom het initiatief te registreren, omdat ze daartoe niet bevoegd zou zijn. Ook hier werd in vage taal met verwijzing naar een artikel in een verordeningsartikel (215 VWEU) verwezen.
Ditmaal gingen de initiatiefnemers in beroep bij het Hof van Justitie van de Europese Unie. Zij stelden daarbij dat de in het burgerinitiatief voorgestelde actie "kennelijk binnen de werkingssfeer van het gemeenschappelijk handelsbeleid valt." In mei 2021 werd het besluit van de EC door het Gerecht nietig verklaard, zodat de EC een nieuw besluit moet nemen. De rechter oordeelde dat de Europese Commissie ernstig is tekortgeschoten in zijn plicht om de afwijzingsgronden te geven. De initiatiefnemer Tom Moerenhout stelde dat de EC steeds zijn verantwoordelijkheid is ontweken: Als lidstaten de handel willen stoppen zegt de Commissie dat zij als enige daarvoor verantwoordelijk is en als de Commissie wordt gevraagd de illegale handel te stoppen, zegt zij dat dat de verantwoordelijkheid is van de Europese Raad.

### Mensenrechtenraad
In maart 2016 sprak de Mensenrechtenraad van de Verenigde Naties wederom zijn zorgen uit over de mensenrechtensituatie in de door Israël bezette gebieden ten gevolge van Israëls nederzettingenpolitiek. Daarbij brachten ze eerdere verklaringen in herinnering en riepen Israël op zich als bezettingsmacht te houden aan zijn wettelijke verplichtingen zoals die op 9 juli 2004 door het Internationaal Gerechtshof waren geformuleerd en in resoluties waren vastgelegd. Tevens riepen zij alle staten op om zich te houden aan de 'richtlijnen van handel en mensenrechten' (Guiding Principles on Business and Human Rights) van juni 2011, en aan internationale wetten en normen, en om hun ondernemingen erop te wijzen alle daarvoor nodige maatregelen te nemen. En wel, om te vermijden dat ze bijdragen aan de vestiging of in standhouden van Israëlische nederzettingen of de exploitatie van natuurlijke hulpbronnen in bezet Palestijns gebied.

### Misbruik Palestijnse kinderarbeid
In april 2015 bracht Human Rights Watch het rapport 'Ripe for Abuse' uit over arbeid door Palestijnse kinderen in de agrarische industrie van de Israëlische nederzettingen. Op arbeid in bezet gebied en in de nederzettingen worden de gangbare arbeidswetten en -regels van Israël niet toegepast. Door Israëlische maatregelen en beperkingen om te kunnen werken kunnen Palestijnen vaak niet voldoende inkomsten verwerven. Kinderen moeten dan vaak meehelpen en worden, soms nog maar 11 jaar oud, door kolonisten gebruikt als goedkope arbeidskrachten in de nederzettingen. Ze werken veelal in omstandigheden waarbij ze blootgesteld worden aan pesticiden, onvoldoende bescherming en extreme hitte. Een schoolopleiding schiet er vaak bij in. Volgens internationaal recht is economische exploitatie van kinderen een schending van mensenrechten.

## Lijst van nederzettingen

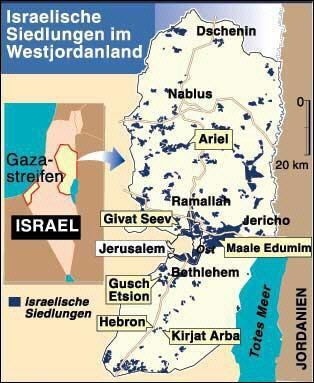
Kaartje met de grootste Israëlische nederzettingen in 2005

(Hoewel de lijst lang niet volledig is, en het aantal nederzettingen zich blijft uitbreiden.)
Enkele nederzettingen:
- Alfei Menasheh
- Ma'ale Shomron
- Immanuel
- Kedumim
- Ariel
- Barkan
- Modi'in Illit
- Makkabim
- Givat Ze'ev
- Ramot
- Pisgat Ze'ev
- Atarot
- Ma'ale Adumim
- Gilo
- Har Homa
- Betar Illit
- Efrat
- Gush Etzion
- Otniel
- Maon
- Kirjat Arba
- Beit El
- Ofra
- Shilo
- Itamar
- Elon More

Enkele van de grootste:
- Ariël (Westelijke Jordaanoever)
- Kiryat Arba
- Ma'ale Adumim
- Modi'in Illit
- Gush Etzion (een blok van nederzettingen).